# Цисатракурия безилат
Цисатракурия безилат — недеполяризующий миорелаксант средней продолжительности действия, применяемый для расслабления скелетных мышц во время интубации трахеи, ИВЛ, хирургических вмешательств.

## Строение
Цисатракурий — один из 10 стереоизомеров атракурия, поэтому их фармакологические свойства схожи. Атракурий содержит примерно 15% цисатракурия.

## Дозирование
Для интубации трахеи внутривенно вводят 0,1-0,15 мг/кг препарата в течение 2 мин, что вызывает нервно-мышечную блокаду средней продолжительности действия. Для поддержания миорелаксации во время операции доза составляет 1-2 мкг/(кг х мин). Таким образом, цисатракурий равноэффективен векуронию.
Цисатракурий следует хранить в холодильнике при температуре 2-8 °C. После извлечения из холодильника и при хранении при комнатной температуре препарат следует использовать в течение 21 дня.

## Фармакокинетика
Цисатракурий метаболизируется путём элиминации Хофманна. При этом образуются метаболиты (моночетвертичный акриулат и лауданозин), которые не вызывают нервно-мышечный блок. При почечной и печёночной недостаточности фармакокинетика цисатракурия не изменяется.

## Побочные эффекты
В отличие от атракурия, цисатракурий не вызывает высвобождения гистамина. Также он не влияет на ЧСС, артериальное давление и вегетативную нервную систему.
Токсичность лауданозина, чувствительность к температуре тела и рН и химическая несовместимость, характерные для атракурия, в равной степени свойственны и цисатракурию.